# KamAZ-53229
Der KamAZ-53229 (russisch КамАЗ-53229) ist ein Lastwagen aus der Produktion des KAMAZ-Werks in Nabereschnyje Tschelny. Das Fahrzeug wurde von 1995 bis etwa 2014 in Serie gebaut. Mit dem KamAZ-53228 existiert eine Version mit Allradantrieb, außerdem ähnelt der etwas leichtere KamAZ-53215 dem Fahrzeug stark.

## Fahrzeugbeschreibung

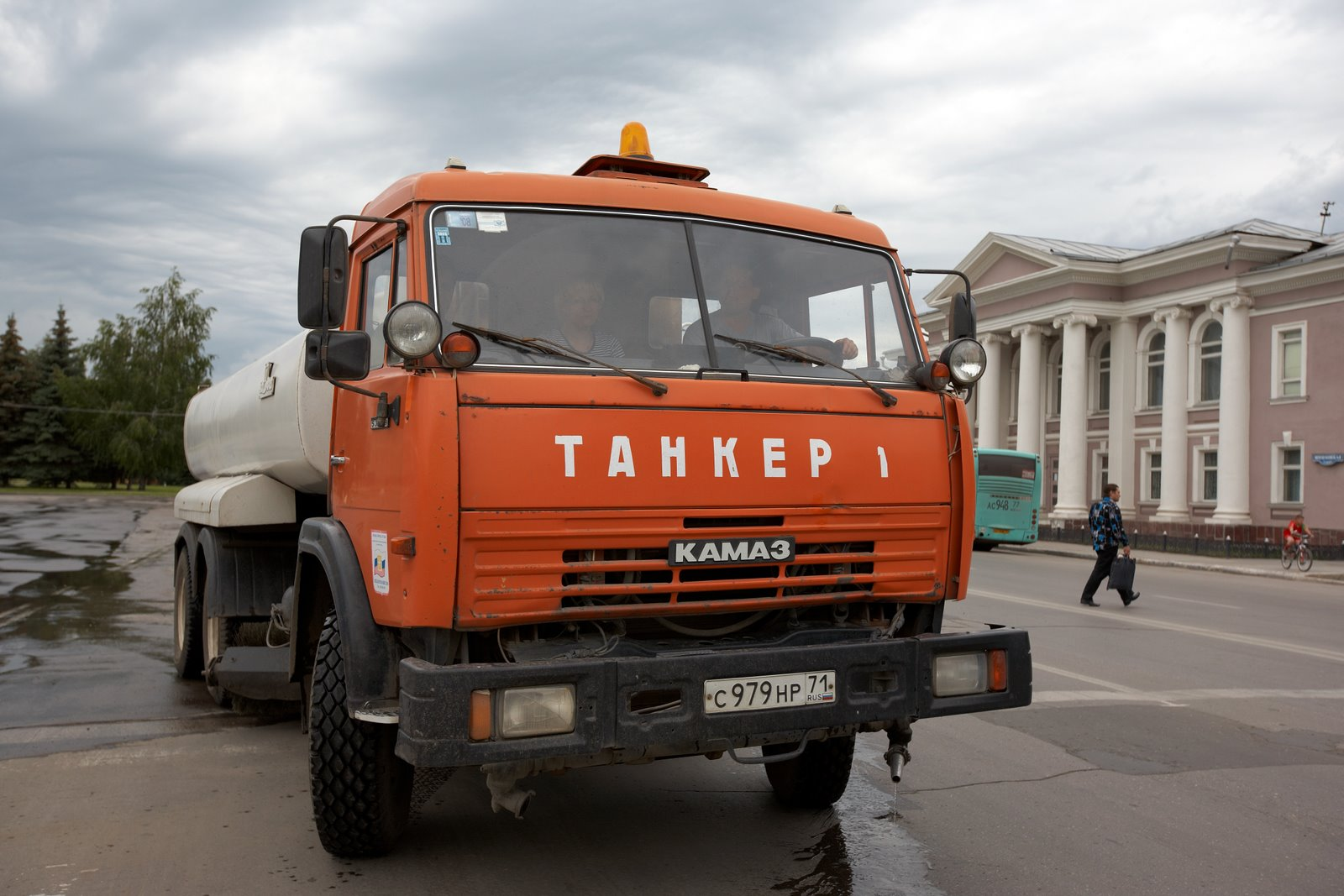
Frontansicht eines KamAZ-53229 in Tula, Russland (2008)

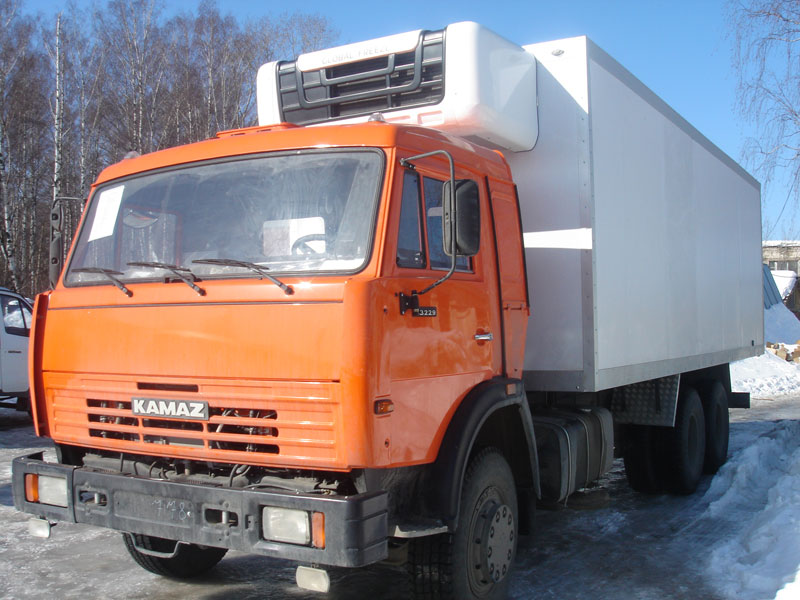
KamAZ-53229 als Kühltransporter (2013)

Die Serienproduktion des Fahrzeugs begann 1995, und somit gleichzeitig mit dem leichteren KamAZ-53215. Ähnlich wie bei diesem ist unklar, bis wann exakt Lastwagen dieses Typs gebaut wurden. Sicher ist, dass sie spätestens Ende 2014 aus der Produktion genommen wurden.
Der KamAZ-53229 wurde insbesondere da eingesetzt, wo das mit elf Tonnen belastbare Fahrgestell des KamAZ-53215 zu schwach und keine besondere Geländegängigkeit notwendig war. Dies betraf insbesondere Tankfahrzeuge. Schwerere Baumaschinen, Holztransporter und Mobilkräne wurden stattdessen oft mit Allradantrieb ausgerüstet, man griff entsprechend auf den ansonsten ähnlichen KamAZ-53228 zurück.
Über die Bauzeit hinweg wurde das Fahrzeug mit verschiedenen Radständen und somit in verschiedenen Längen angeboten. Das Tankfahrzeug AZ-56216 nutzt ebenfalls das Fahrgestell des KamAZ-53229. In allen Versionen verbaut ist ein Achtzylinder-Dieselmotor aus hauseigener Produktion, der aus knapp elf Litern Hubraum 240 PS (176 kW) schöpft.
Bereits einige Jahre vor der Produktionseinstellung brachte KAMAZ den KamAZ-65117 als Nachfolger auf den Markt.

## Technische Daten
Die hier aufgeführten Daten gelten für Fahrzeuge vom Typ KamAZ-53229. Über die Bauzeit hinweg und aufgrund verschiedener Modifikationen an den Fahrzeugen können einzelne Werte leicht schwanken.
- Motor: Viertakt-V8-Dieselmotor
- Motortyp: KamAZ-740.31-240
- Leistung: 240 PS (176 kW)
- maximales Drehmoment: 912 Nm
- Hubraum: 10,85 l
- Hub: 120 mm
- Bohrung: 120 mm
- Verdichtung: 16,5:1
- Abgasnorm: EURO 2
- Tankinhalt: 250 l
- Getriebe: manuelles Zehngang-Schaltgetriebe
- Höchstgeschwindigkeit: 80 km/h
- Antriebsformel: 6×4
- Bordspannung: 24 V
- Lichtmaschine: 28 V, 2000 W
- Batterie: 2 × 190 Ah, 12 V, in Reihe verschaltet

Abmessungen und Gewichte
- Länge: 9860 mm
- Breite: 2500 mm
- Höhe: 3100 mm
- Radstand: mehrere Varianten, höchstens 4470 mm
- Innenlänge der Ladefläche: 7270 mm
- Wendekreis: 20 m
- Leergewicht: 7250 kg
- Zuladung (Fahrgestell): 16.600 kg
- zulässiges Gesamtgewicht: 24.000 kg
- maximale Achslast vorne: 6000 kg
- maximale Achslast hinten (Doppelachse): 18.000 kg
- maximal befahrbare Steigung: 25 %